# Lijst van burgemeesters van Kesteren
Dit is een lijst van burgemeesters van de voormalige Nederlandse gemeente Kesteren. Op 1 jan. 2002 fuseerden de gemeenten Dodewaard, Echteld en Kesteren tot de gemeente Neder-Betuwe die echter nog tot 1 april 2003 'gemeente Kesteren' heette.
| Ambtsperiode                                                      | Naam burgemeester             | Partij of stroming | Bijzonderheden                                                          |
| ----------------------------------------------------------------- | ----------------------------- | ------------------ | ----------------------------------------------------------------------- |
| ??                                                                | ??                            |                    |                                                                         |
| 1830 - 1880                                                       | Willem Pieter van der Zande   |                    |                                                                         |
| 1880 - 1895                                                       | Mr. Willem Carel Tack         |                    | Nadien burgemeester van Aalten                                          |
| 1895 - 1905                                                       | Jhr. Gerard Alfred van Nispen |                    |                                                                         |
| 1905 - 1917                                                       | Hendrik Aalbert van Steennis  |                    |                                                                         |
| 1917 - 1944                                                       | Teunis (T.) Lodder            |                    |                                                                         |
| 1944 - 1945                                                       | E. den Hartog                 |                    | Waarnemend.                                                             |
| 1945 - 1946                                                       | P. van Westrhenen             |                    | Waarnemend.                                                             |
| 1946 - 1953                                                       | Teunis (T.) Lodder            |                    |                                                                         |
| 1953 - 1960                                                       | Roelof (R.) Tjalma            | ARP                |                                                                         |
| 1960 - 1985                                                       | Dirk Jan Pott                 | ARP / CDA          | In een deel van deze periode tevens waarnemend burgemeester van Brakel. |
| 1985 - 1987                                                       | Mechteld Menso Vink           |                    | Waarnemend.                                                             |
| 1987 - 1988                                                       | Dick (D.Chr.) Hoek            | PvdA               | Waarnemend. Tevens burgemeester van Maurik.                             |
| 1988 - 2002                                                       | Ir. Frans (F.C.) Moree        | SGP                |                                                                         |
| Fusiegemeente Kesteren vanaf 1 april 2003 'gemeente Neder-Betuwe' |                               |                    |                                                                         |
| 2002                                                              | Henk (H.L.) van der Wende     | D66                | Waarnemend.                                                             |
| 2002 - (2007)                                                     | Andries (A.P.) Heidema        | CU                 |                                                                         |
| vervolg zie: Lijst van burgemeesters van Neder-Betuwe             |                               |                    |                                                                         |